# Challenger de Lima 2022
El torneo Challenger de Lima I 2022, denominado por razones de patrocinio Directv Open Lima fue un torneo de tenis que perteneció al ATP Challenger Tour 2022 en la categoría Challenger 80. Se trató de la 1.ª edición bajo el patrocinio de la empresa de televisión de paga Directv, el torneo tuvo lugar en la ciudad de Lima (Perú), desde el 8 de agosto hasta el 14 de agosto de 2022 sobre pista de tierra batida al aire libre en las canchas del centro de esparcimiento del Jockey Club del Perú.

## Jugadores participantes del cuadro de individuales
| Favorito | País                 | Jugador                 | Rank1 | Posición en el torneo |
| -------- | -------------------- | ----------------------- | ----- | --------------------- |
| 1        | Bandera de Argentina | Tomás Martín Etcheverry | 88    | Semifinales           |
| 2        | Bandera de Perú      | Juan Pablo Varillas     | 97    | Cuartos de final      |
| 3        | Bandera de Argentina | Camilo Ugo Carabelli    | 116   | CAMPEÓN               |
| 4        | Bandera de Argentina | Juan Pablo Ficovich     | 128   | Primera ronda         |
| 5        | Bandera de Argentina | Facundo Mena            | 134   | Cuartos de final      |
| 6        | Bandera de Argentina | Renzo Olivo             | 195   | Cuartos de final      |
| 7        | Bandera de Argentina | Thiago Agustín Tirante  | 196   | FINAL                 |
| 8        | Bandera de Portugal  | Gastão Elias            | 200   | Cuartos de final      |

- 1 Se ha tomado en cuenta el ranking del 1 de agosto de 2022.

### Otros participantes
Los siguientes jugadores recibieron una invitación (wild card), por lo tanto ingresan directamente al cuadro principal (WC):
- Gianluca Ballotta
- Gonzalo Bueno
- Ignacio Buse

Los siguientes jugadores ingresan al cuadro principal tras disputar el cuadro clasificatorio (Q):
- Ignacio Carou
- Tomás Farjat
- Juan Sebastián Gómez
- Juan Bautista Otegui
- Jorge Panta
- Eduardo Ribeiro

## Campeones

### Individual Masculino
- Camilo Ugo Carabelli derrotó en la final a  Thiago Agustín Tirante, 6–2, 7–6(4)

### Dobles Masculino
- Ignacio Carou /  Facundo Mena derrotaron en la final a  Orlando Luz /  Camilo Ugo Carabelli, 6–2, 6–2